# Silvia Gertsch
Silvia Maria Gertsch (* 27. Juli 1963 in Bern) ist eine Schweizer Malerin und Hinterglaskünstlerin.

## Leben
Silvia Maria Gertsch wuchs als ältestes von vier Kindern des Paares Maria und Franz Gertsch auf, zunächst in der Stadt Bern und danach in einem alten Bauernhaus in Rüschegg. 1984 machte sie den Abschluss als Primarlehrerin. Sie verdiente ihr Brot zunächst mit Stellvertretungen, als Aktmodell, mit Gitarrenunterricht und mit Werken, die sie in ihrem Atelier im alten Tramdepot Bern schuf. Als freie Künstlerin gewann sie 1990 den Hauptpreis des Aeschlimann Stipendiums. Im Jahr 1992 lernt sie den Maler Xerxes Ach kennen und zog mit ihm nach Zürich, wo sie sich als je eigenständige Künstlerin und als Künstlerpaar einen Namen machen. 2001, 2002 und 2003 erhielt Silvia Gertsch den Studien- und Werkbeitrag des Kantons Zürich. Es folgten Werkjahre in Bergamo und 2010 schliesslich der Umzug in ein Bauernhaus mit Scheune in Rüschegg. Die Scheune wurde zum gemeinsamen Atelier umgebaut.

## Werk

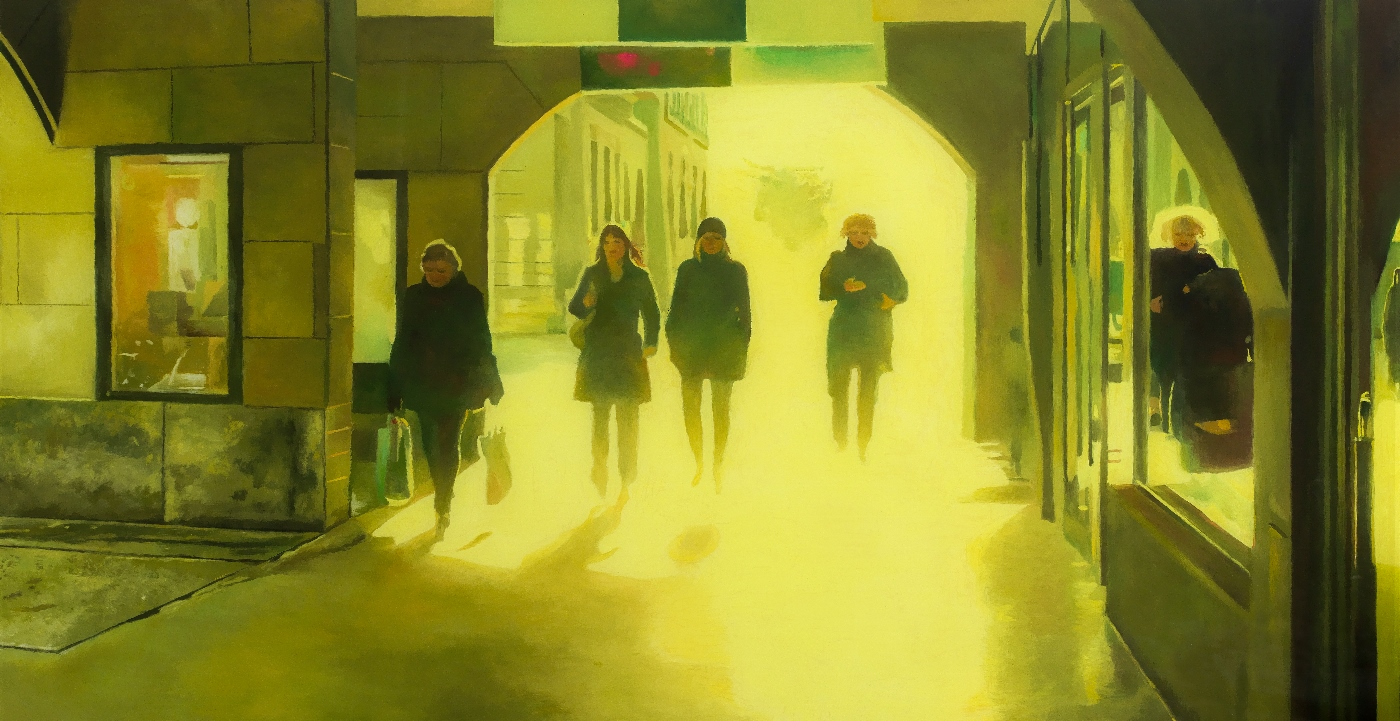
Daywalkers II, Silvia Gertsch 2022, Hinterglasmalerei

Silvia Gertschs erste Werke waren auf Karton gemalte Aquarelle und Gouachen. Ende der 1980er-Jahre entstanden in dieser Technik Aktbilder von Frauen. Die Serie androgyner «Jünglinge» malte sie auf Glas wie auch die 27 Selbstporträts, die sie 1991 in der Galerie Francesca Pia ausstellte. Ende der Neunzigerjahre begann Silvia Gertsch, die klassische Hinterglasmalerei neu zu interpretieren und machte sie zu ihrem Markenzeichen "Licht und Gegenlicht". Mit einer Hand führte sie den Pinsel hinter dem Glas, von vorne betrachtet entstanden fotografisch hell leuchtende Bilder: Menschen im Dämmer einer Kirche, die Autobahn im Scheinwerferlicht bei Nacht und Regen, shoppende Frauen im Abendlicht der Innenstadt. Die Serie «Handygirls» portraitiert Mädchen und junge Frauen, die in ihr Handy vertieft sind. Durch den innovativen Einsatz der Hinterglasmalerei, die traditionell in der Volkskunst gepflegt wurde, leistet Gertsch einen wesentlichen Beitrag zur Weiterentwicklung und Erneuerung dieser Technik.

## Ausstellungen (Auswahl)
- «Out of the Dark» in der Galerie Bernhard Bischoff & Partner in Bern, 17. Januar – 22. Februar 2025[1]
- «Kunst im Klub am Bärenplatz» 1. November 2023 – 1. Mai 2024
- «Lumière et contre-jour» im Vitromusée Romont 13. November 2022 – 16. April 2023 (Video)
- «Illuminated» in der Galerie Bernhard Bischoff Bern 21. Mai – 10. Juli 2021[2]
- «Captured» in der Galerie Bernhard Bischoff Bern 11. Januar – 17. Februar 2018
- «Embracing Sensation» im Kunstmuseum Bern Silvia Gertsch zusammen mit Xerxes Ach 23. Oktober 2015 – 21. Februar 2016[3]
- «Silent Moment–Cosmic Light», Silvia Gertsch / Xerxes Ach, 26.4. – 22. Juni 2013 Galerie Michael Fuchs[4]
- «Pole Position», Silvia Gertsch / Xerxes Ach, 14.1. – 10. März 2012 Galerie Kornfeld, Bern[5]
- "Silvia Gertsch, Xerxes Ach" 8. April – 24. Juli 2010, Monica de Cardenas (Milano)[6]

## Hauptwerke
- 2000: Movie
- 2010: Lago d'Endine
- 2017: Close
- 2020: Kiara
- 2022: Golden Light

## Medien und Literatur
- "Sinnesreize – Embracing Sensation", Silvia Gertsch, Xerxes Ach, 2015, mit Beiträgen u. a. von Kathleen Bühler und Matthias Frehner
- Kathleen Bühler im Gespräch mit Silvia Gertsch, Kunstmuseumblog vom 11. Dezember 2015
- Kunst hoch Zwei mit Silvia Gertsch und Xerxes Ach, Anna Gossenreiter, SRF Kultur, 19. Juli 2020
- "Die Künstlerin, die alles Unnahbare anzieht", "Der Bund", 3. April 2021
- "Künste im Gespräch – Gemaltes Licht", Alice Henkes, Irene Grüter, SRF Podcast 8. Dezember 2022
- "Silvia Gertsch – Licht und Gegenlicht/Lumière et contre-jour", Vitromusée Romont, Walter de Gruyter, 2023
- «Silvia Gertsch und Xerxes Ach – Künstlerpaar im Portrait», 7. Oktober 2023, Philipp Meier, NZZ